# Societas Meteorologica Palatina
Societas Meteorologica Palatina – stowarzyszenie meteorologiczne utworzone 15 września 1780 roku przez Karla Theodora z siedzibą w Mannheim, które stworzyło jedną z pierwszych międzynarodowych sieci pomiarów pogody.
W najlepszym okresie w sieci uczestniczyło jednocześnie 31 stacji (m.in. Berlin, Bolonia, Bruksela, Budapeszt, Kopenhaga, Düsseldorf, Genewa, Mannheim, Moskwa, Padwa, Praga, Sagan (Żagań - klasztor augustianów), Sztokholm). Do każdej ze stacji, głównie w klasztorach i uniwersytetach, wysyłano paczkami identyczne i dobrze wykalibrowane instrumenty meteorologiczne - dwa termometry, barometr, higrometr. Paczki przychodziły często otwarte a instrumenty uszkodzone. Pomiary wykonywano o godzinie 7, 14, 21 i wprowadzono te same symbole meteorologiczne i sposób opisu pomiarów. Projekt skończył swoją działalność w roku 1795 ze względów politycznych. W czasie około 11 lat pomiarów opublikowano dodatkowe obserwacje m.in. opis wybuchu wulkanu w 1783 roku na Islandii i "krwawe chmury" obserwowane w Europie tego lata. Pierwsza analiza danych polegała na próbie korelacji wyników z pływami i skończyła się fiaskiem. Inne próby korelacji pogody z położeniem planet także skończyły się fiaskiem.